# Сичівка (Уманський район)
Сичі́вка — село в Україні, в Христинівській міській громаді Уманського району Черкаської області. Розташоване на обох берегах річки Кіблич (притока Собу) за 12 км на захід від міста Христинівка. На південній околиці села проходить автошлях М30. Населення становить 790 осіб (станом на 1 січня 2021 р.).

## Географія
На хуторі Сичі бере початок річка Кіблич. Протікаючи територією села, вона поповняється 6-ма невеличкими притоками, стаючи більш повноводною. На території села є три ставки: Садковий, Панський та Громадський. Ще п'ять водойм знаходяться на хуторі Яри, три — на хуторі Сичі і Видумський ставок в урочищі Григорів Хутір за колишньою військовою частиною.
Довжина річки близько 82 км. Біля її витоку, за хутором Сичі вона поповнюється двома струмками: р. Осочиха (350 м) та р. Левадка (146 м). Далі між Сичами та Сичівкою, в Кублич несе маленьким струмком свої води р. Борсуча (726 м).
Четвертою притокою є р. Русаль (872 м), яка впадає у Панський ставок вже у межах Сичівки. Далі йдуть р. Бережанка (650 м), р. Рогоза (2 км 56 м), р. Вербич (1 км 505 м), р. Кропивна (684 м) та р. Брацлавка (1 км 68 м).
У селищі Яри бере початок р. Гаївка яка простягається майже на 16 км та впадає в р. Удич. У межах Ярів вона поповняється трьома притоками: р. Тиха (163 м), р. Глідиця (468 м) та р. Очеретня (624 м).
Неподалік залізничного полотна біля Комарівської дороги в однойменному урочищі бере початок річка Видумка (3 км 225 м). Вона впадає в р. Кублич за с. Івангород, утворюючи кілька ставків.
По Талалаївській дорозі в полі в заростях очерету витікає річка Чайка (на місці колишнього хутора Чайки). Через 4 км 126 м вона впадає в р. Удич в с. Талалаївка.

## Перші поселенці
Територія сучасної Сичівки була покрита густими лісами та непрохідними болотами. Ця місцевість вважалася природною «східною брамою», яка захищала Брацлавщину від атак сусідніх країн.
Року 1362 землі Брацлавщини отримані князем литовським Ольгердом. У тому році і з'явились перші жителі на території сучасної Сичівки. Серед шукачів кращої долі були й мисливці, які не раз раніше бували на полюваннях в цих місцинах. Брацлавці селилися в низинах, біля річки, яка згодом отримає назву Кубліч.
Під час копання громадського ставка селянами було витягнуто із болота 2 невеликих скрині з монетами литовського карбування XIV ст., які реквізували татари на Брацлавщині і разом з ними канули в трясовину. 1900 року неподалік від тієї ж водойми при будівництві льоху селянами було знайдено кілька монет литовського карбування кінця ХІІІ ст. та жіночі прикраси тих часів.

## Назва
Вважають що назва села пішла від хижого нічного птаха родини совиних сича. 1569, коли Брацлавщина стала польським воєводством, поляки проклали через ліс дорогу від Брацлавського містечка Гайсин до Умані, по якій польські карети возили чиновників Речі Посполитої на огляд дальніх володінь і збору податків з тамтешнього населення. Через чотири роки з'являється ще одна дорога, яка починалася за нинішнім рестораном «Українське село» і прямувала на містечко Теплик, прикордонне укріплення колишнього Литовського князівства. При з'єднанні двох доріг з'явилася перша корчма, де почали зупинятися карети польських шляхтичів, які тут ночували.
Сичі своїм перегукуванням та криком тривожили спокій нічних відвідувачів корчми. Отож, постояльці дали назву місцевості — «там, де сичі».
Потім переселенці з Брацлавщини, що жили біля річки Кіблич, почали селитися ближче до уманської дороги. І вже 1577 в польських джерелах згадується село Сичівка (польс.Syczówka), яке стояло на розгалуженні доріг на Теплик і Гайсин і нараховувало кілька хатин навколо корчми. З часом, поселення біля дороги розрослося вниз, і об'єдналося з тими брацлавцями що жили біля річки в одне село..

## Хронологія
-І-V ст. н. е. (до 500 р. н. е.) — черняхівське поселення неподалік урочища Бережок (до 1950—1960 років хутір Чайки) на кордоні з с. Талалаївка біля Шпонькового лісу.

При розкопках знайдено численні фрагменти глиняного посуду, залишки осель черняхівців, зброя, елементи побуту. Таке ж поселення знайдено на північ від Івангорода.
- 1362 р. — сичівські землі, які тоді належали до історичної області Поділля Брацлавщини, захоплені великим князем литовським Ольгердом. Селяни з Поділля втікали від литовського гніту в густі ліси на схід Брацлавщини, до витоків річки, яка нині зветься Кубліч. Тоді й виникло перше середньовічне поселення на території села, яке згодом буде названо Сичі.
- 1569 р. — Після укладення Люблінської унії село Сичі відійшло до Польщі. Через непрохідні болотисті ліси прокладають дорогу в містечко Умань. Місцевий люд з лісних поселень починає переселятися ближче до стратегічної для Речі Посполитої дороги, через яку кілька раз на добу проїжджали карети з поважними шляхтичами.
- 1573 р. — Прокладення ляхами ще однієї важливої дороги в межах села, що з'єднала укріплений прикордонний пункт колишнього Литовського князівства містечко Теплик з Уманню. На розгалуженні доріг з'явилися перші шинки (пізніше корчма). Ця дорога частково збереглася й понині. Починається за рестораном «Українське село», де вона через поле простягається в бік Теплика.
- 1577 р. — Перша згадка сучасної назви села. У польських джерелах знайдено інформацію про поселення Сичівка (польс.Syczówka), яке стояло біля корчми на розгалуженні доріг на Гайсин і Теплик.
- 1596 р — У навколишніх лісах перечікував зиму Северин Наливайко зі своїм військом, готуючись до весняного походу на Корсунь.
- 1672 р. — Унаслідок Бучацької мирної угоди територія Сичівки переходить під владу правобережного гетьмана Петра Дорошенка. Його військо, повертаючись з походу, зупинялося поблизу села.
- 1681 р. — За Бахчисарайською мирною угодою Брацлавщина потрапляє під владу Туреччини. В Сичівці в наші часи населення час від часу знаходить на сезонних роботах в городах і полях монети султанського періоду панування в селі.
- 1699 р. — Карловицький мир. Після розгрому турків Правобережна Україна знову потрапляє під владу Речі Посполитої.
В Сичівку знову приходить польське панування майже на 100 років. По всьому Правобережжі починаються великі повстання проти польського панування.
- 1740—1750 р.р. — Будівництво панського маєтку.
- 1770 р. — Офіційна дата будівництва селянами першого храму на території села, церква св. Іоана Хрестителя, записана мандрівником М. І. Жарких у його праці «Храми Поділля».
- 1775 р. — В Сичівці було 50 хат, в яких жило 230 жителів. На ті часи таке поселення вважалося великим селом.
- 1780 р. — Кріпаками польського шляхтича викопаний ставок, який нині називається Панським.
- 1793 р. — Унаслідок другого поділу Речі Посполитої Брацлавське воєводство було захоплено Російською імперією. Сичівка увійшла до складу Подільської губернії з адміністративним центром Кам'янець-Подільським.
- 1800 р. — У селі з'являється великий базар,який вздовж дороги простягався він теперішньої зупинки аж до залізниці.
«У дні ярмарку стояв такий галас, що було чути аж до Ївангорода» — розповідають старожили."А гиржання коней, яких табунами приганяли з Комарівки і Скарженівки на продажу чи на обмін, зводило з розуму селянських собак, які розривалися на прив'язі".
- 1893 р. — Весною із Сичівки до околиць Немович(нині Сарненський район Рівненська область) переселились 184 сім'ї, майже 1000 безземельних селян. Вони мріяли вибратися зі злиднів і викупили під Сарнами в поміщиці 1 тисячу 200 десятин землі, вкритої лісами й чагарниками. Так і виросло поселення із сичівських переселенців, назване на честь поміщиці Катерини Баркової — Катеринівка.
- 1896 р. — Будівництво нової двохкупольної церкви зачаття Святого Іоанна Хрестителя на місці старої.
- 1900 р. — В Сичівці вже було 230 хат і 2038 мешканців.
- 1905 р. — Відкриття церковно-парафіяльної школи. Керівництво школи було в руках церкви.
- 5 червня 1906 р. — 250 сичівських селян, озброївшись косами, граблями та сокирами вийшли на бурякові плантації поміщика, де працювали селяни з інших сіл і примусили їх залишити роботу. Возз'єднавшись з цими заробітчанами, вони створили пікети, не допускаючи на роботу інших. Внаслідок цього виступу поміщик був змушений підняти денний заробіток з 50 до 75 копійок.
- 1917 р. — вигнання поміщика Терещенка.
- 1932—1933 р.р. — Голодомор. В Сичівці голодною смертю загинуло 420 людей.
- 30 липня 1941 р. — Друга світова війна. Під натиском 16-ї та 11-ї німецьких танкових дивізій Сичівка захоплена німецькими військами
- 11 березня 1944 р. — після 2 років і 7 місяців Сичівка повернулася під контроль радянських військ.
- 1945—1947 р.р. — післявоєнний Голодомор в Сичівці.

## Історія

### Давня історія
В архівах Стамбула є письмова згадка про місцину на півдорозі між містами Гайсин і Умань, в якій стояв татарський табір, де зупинялися для відпочинку і перерахунку невільників татарські поневолювачі, які вели Чорним Шляхом молодих українських дівчат і хлопців до Кафи на невільничий ринок. Історичний запис переліку татарських укріплень, з яких вони також здійснювали свої набіги, датований 1688 роком. На мапі місцевість між Сичівкою і нинішнім селищем Сичі, в якій стояв табір, позначена Байкус Батаклік (тур. baykuş bataklık), що в перекладі з турецької означає Совине Болото.
В записі говориться про те, що у верхніх джерелах річки Кублан (тур.Kublan) стояло татарське укріплення, яке постійно охороняли 50 підданих Османської імперії, які заступали на бойове чергування по 4 місяці. Також вони охороняли коней, зерно, домашню худобу, все, що під час набігів забирали в українських селах і не могли взяти з собою у Крим.
До речі, за річкою, яка витікає за хутором Сичі і протікає двома областями (82 км), так і закріпилася назва, пов'язана з Османським періодом правління. Кублан, з татарської означає «табір», згодом змінили на український мотив, Кублич.
Так вона називається і нині.
Вниз по течії, у Вінницькій області, і нині є велике село Кіблич, на місці якого також був сторожовий пункт османів.
На мапі Шуберта видно, що Сичівку наприкінці 19 ст. оточували 2 лісові масиви: Гонтів ліс на північному сході і ліс невідомої назви на південь від села.
Гонтів ліс тягнувся від нинішньої Іванівки до Орадівки, частково покриваючи території де тепер місто Христинівка, села Козаче і Мала Севастянівка. Назва лісу походить від імені козацького сотника, згодом одного з лідерів Коліївщини Івана Гонти. Потоцький віддав йому ліс, Розсішки і частину Орадівки в посесорське володіння. От в народі його і називали Гонтовим.
Другий ліс, в народі звався Дубечня, простягався від теперішнього залізничного переїзду до села Комарівка і шельпахівських хуторів. На околицях східної його частини було озеро Чайки, де згодом з'явився однойменний хутір, який проіснував до середини ХХ століття.
Сичівські землі належали польському магнату Калиновському, а пізніше Браницькому. Уже у 1775 році у селі налічувалося 50 дворів та 230 жителів. Життя селян-кріпаків було важким. Вони мусили збирати в лісах мед, віск, здобувати шкури диких звірів, які віддавали панові як податок. Пізніше ці землі перейшли до шляхтича Опочинського, який у 1888 році продав їх поміщикові Терещенку по 180 карбованців за десятину.
У 1900 році в Сичівці вже налічувалось 230 дворів, проживало 2038 мешканців. Із 2100 десятин землі 1500 належало Терещенкові, 50 десятин церкві, а селянам 550 десятин. 60 господарств села були зовсім безземельними, тож мусили підробляти в поміщика та багатших односельчан. За мізерну плату селяни обробляли поміщицьку землю. Дуже часто селяни ходили в Херсонську та Подільську губернії на заробітки. Пригноблені безземеллям, титанічною працею та обтяжливими податками, селяни часто виступали проти поміщика Терещенка. Найбільші виступи були 1905–1906 роках.
Наймасштабніший виступ відбувся 5 червня 1906 року, коли 250 сичівських селян, озброївшись косами, граблями та сокирами вийшли на бурякові плантації поміщика, де працювали селяни з інших сіл і примусили їх залишити роботу. Возз'єднавшись з цими заробітчанами, вони створили пікети, не допускаючи на роботу інших. Внаслідок цього виступу поміщик був змушений підняти денний заробіток з 50 до 75 копійок. Селяни збирались на таємні збори, на яких виступали більшовицькі агітатори, що приїжджали з міста Умань та Христинівки. Місцем зборів була так звана «видумка», місце на кордоні з селом Скарженівкою.
У 1905 році у Сичівці діяла церковно-парафіяльна школа з однією класною кімнатою. У цій кімнаті було 3 групи, по 20—25 учнів. Навчали їх по одному вчителю в кожній. Керівництво школи було в руках церкви. Про медичні установи й кваліфіковану медичну допомогу ніхто не знав.

### Гонтів Яр
В 1768 році в Правобережній Україні спалахнуло козацько-селянське повстання проти кріпосницького, релігійного та національного ґніту шляхетської Польщі.
Ці події ввійшли в історію під назвою Коліївщина.
Одним із очільників повстання став Іван Гонта, уродженець села Розсішки.
Після того, як у червні 1768 року гайдамаки захопили Умань, вони пішли далі на захід і північ.
Звільнивши Верхнячку, Ліщинівку, Шукайводу, Христинівку, Орадівку, — вирішили брати штурмом Івангород, де базувались основні сили польського війська, які вціліли після поразки в Умані.
Поляки швидкими темпами почали будувати оборонні споруди на східних околицях Сичівки, оскільки розуміли: якщо повстанці візьмуть село — їм відкриється пряма дорога на Івангород. А далі Гранів, Брацлав, Гайсин…
Однак це їм не допомогло. Гайдамаки на чолі з Гонтою завдали потужного удару, напавши в обхід оборонних споруд на польський табір, який стояв у яру з уманської сторони Сичівки. З допомогою місцевих провідників, військо Гонти підійшло до поляків з південного боку через ліс. Затаївшись в очеретах озера Чайки *, вони чекали приходу ночі.
Поляки ж чекали удару зі сходу і всі оборонні резерви були зосереджені там.
План несподіваного нападу спрацював. Польське військо одразу втратило велику кількість особового складу убитими. Почалася паніка. Ті, хто вижив, побігли у село. А там їх уже чекали сичівські люди, озброєні косами і вилами. Поляки потрапили у пастку: зі сходу і півдня військо Гонти, із заходу і півночі сичівські й івангородські люди. Вихід до лісів Монастирища шукайводці перегородили. Так званий котел.
Їх виловлювали у клунях, в очеретах, на горищах, на городах. Помста була лютою. За роки мук і страждань, поляків усіх виловили і перебили.
Однак, далі гайдамаки не пішли.
Поляки, злякавшись народного гніву, об'єдналися з Московією щоб придушити Коліївщину. Сили були дуже нерівні.
Коли повстання було придушене, його учасників жорстоко страчували. Про події у Сичівці взагалі заборонено було говорити. Порушників чекали привселюдні удари батогом в кращому випадку.
Однак, слава і пам'ять про гайдамаків навіки закарбувалася у народній пам'яті.
Нині у Сичівці і досі є той яр, де розбили поляків. До кінця ХІХ ст. його називали Гонтовим Яром. Але радянська влада остаточно викорінила цю назву, як і багато інших місцевих топонімів.
Вбитих поляків усіх позбирали і захоронили в одній великій могилі разом зі зброєю і обладунками біля Чуплюкового хутора. Ніхто вже не знає, напевно, де він знаходився. Уманські історики, які досліджували ці події, вважають що Чуплюковим хутором міг зватися один із віддалених кутків Сичівки або невеличке поселення десь біля села.
Земляні укріплення, збудовані поляками, були зруйновані, коли через яр прокладали залізничну колію і будували міст над нею. Частину яру розорали.
Матеріал написаний на основі спогадів діда Демчука із Шукайводи, який жив у другій половині XVII на початку XVIII століття. Він сам був у гайдамаках і брав участь у тих подіях. Цю розповідь зберегли до наших днів його нащадки.
*- озеро Чайки було осушено на початку 1990 року.
[Легенди та перекази. Українська народна творчість. Упорядкування А. Л. Іоаніді, Київ: «Наукова думка», 1985].

### Часи СРСР
В 1917 році вигнавши ставленика поміщика Терещенка, селянам було безкоштовно передано 1650 десятин поміщицької і церковної землі. Так у Сичівці встановилася радянська влада. Після закінчення російсько-українських війн у селі почалося відбудовування сільського господарства. У 1919 році було організовано комітет бідноти. У 1923 році на шлях громадянської діяльності, тобто співпраці з окупаційною владою, став бідняк Мацієвський Іван Аврамович, який поперемінно був то секретарем сільської ради, то головою сільської ради до 1929 року. 1929 року у Сичівці була проведена масова колективізація селянських господарств. Створено перший колгосп «Незаможник», який очолив той же Мацієвський. У 1932 році колгосп розділився на два невеликих колгоспи: «Незаможник» та «Імені Шевченка», які існували до тимчасової німецької окупації.
На початку встановлення радянської влади, в Сичівці жив Кобаха. Імя його мені не відомо. Він з батьком обробляв поле. В цей час йхали будьонівці. Батько йому сказав, щоб брав коні і тікав, бо будьонівці відберуть коней. Коли він повернувся, то батько був зарубаний. Цей Кобаха добре помстився будьонівцям. Тоді  будьнівці, чи міліціонери, стали його переслідувати. Подробиці не відомі, але перебив він їх до чора. Він був один проти великого загону. Десь чи на Ярах, чи на Ливадах, чи може на Вільшанці, Кобаху оточили в хаті.Він виліз на горище, і сам себе спалив. Про це розповідали очевидці ще в 60-ті роки. Але ніяких точних даних нема. Сичівських хлопців називали "кобахами" тобто "бандітами". Хотілося б більше знати про цего відважного козака.

### Голодомор
У 1932 році в Україні почався великий голод. Сичівка була не виняток. До 1932 року в селі вже повністю пройшла колективізація. Люди дуже тяжко робили, щоб виробити один трудодень, доводилось працювати один-два дні, а за один трудодень платили 37 копійок. Селяни сплачували більше десятка податків: на землю, фруктові дерева, страховка, самообложення, позика, культзбір, сільськогосподарський податок, хлібоподаток, молокопоставки, яйцепоставки, свиняча шкіра. У селі був створений червоний тік. А фатальне рішення про вилучення у селян зерна призвело до масового Голодомору.
Коли померлих від голоду стало дуже багато, на самий Новий рік 1933 року, на території нового сільського кладовища почали копати велику могилу. Було зігнано з усього села чоловіків, які ще трималися на ногах. Працювали кожен день, чоловік по 20-25. Яма була набагато глибшою за зріст людини, розміром 10 на 10 кроків. Її викопали за три дні. На Святий Вечір дно цієї ями було повністю устелено трупами. Сюди звозили померлих також і з хутора Яри. Її не закидали аж до літа, а пересипали потроху вапном. Коли яму засипали, там було понад 300 людей, що загинули страшною смертю.
Кальніцький Аврам Григорович та Чаплюк Іван Оверкович ту могилу копали разом з усіма. А пізніше за наказом зрівняли із землею і замаскували сміттям. 1937 року вони вдвох і Лемещук Сергій Юхимович почали добиватись щоб насипати на ту могилу трохи землі і поставити хреста. 10 травня 1938 року за їхні переконання копачів заарештували і засудили до смертної кари. Лемещук їздив аж у Київ, добивався щоби не завозили у церкву міндобрива. За це його засудили на 10 років.
У 1994 році, в 20 метрах від траси, на території сільського кладовища, де була велика могила, було встановлено пам'ятний монумент жертвам Голодомору.

### Друга світова війна
30 липня 1941 року, на 39-й день війни, німецькі війська увійшли в Сичівку й сусідній Івангород. Були спалені селянські хати на околицях села, де точилися ще бої з нечисленними радянськими загонами. Проте сили були нерівними, і радянські війська швидко змушені були відступити.
Відразу ж, як тільки село перейшло до німецької влади, вони повідбирали дорослих та міцних чоловіків та юнаків, які могли чинити опір, і об'єднавши з івангородською колоною полонених, погнали їх на Умань, в так звану Уманську яму. Хто чинив спротив, розстрілювали на місці. Багато хто жителів села до Умані просто не дійшло.
Згодом з Уманської ями вже кілька тисяч полонених з прилеглих до Умані сіл погнали на Вінницю для будівництва ставки Гітлера. Важко було жителям Сичівки й Івангорода проходити через свої рідні села, декому біля своєї хати, де старенькі батько й мати біля тину вглядалися в кількатисячний натовп, намагаючись знайти свого сина.
Подальша доля полонених достеменно невідома. Кому вдалося втекти, йшли на фронт.
В Шпоньковому лісі сформувався партизанський загін з жителів Сичівки, Ярів та навколишніх сіл. Вони чинили замахи на німецьких чиновників, підривали нацистські автоколони і поїзди, які перевозили зброю та провізію для армії рейху. Досі в лісі збереглася поляна на якій збиралися партизани, продумували напади, варили кашу.
11 березня 1944 року Сичівка була відбита у німецьких військ. 2 роки і 7 місяців село перебувало під німецькою владою. Найжорстокіші бої за село зав'язалися на його околиці з боку Теплика, що в народі називається Видумка. Болотисте урочище стало природним бар'єром для ворога: кілька німецьких танків, зенітно-артилерійські комплекси і невідомо скільки солдат противника втопилися в місцевій трясовині. Сама земля не пускала далі, а з другого боку вже дотискали війська Союзу. Після закінчення війни тільки на Видумці на артилерійських снарядах підірвалося близько 10 сичівських юнаків.
Всього на фронті воювали близько 600 жителів Сичівки. 175 з них не повернулися додому. Приблизно стільки ж померли вдома після закінчення війни від ран та хвороб, спричинених ними. У центрі села споруджено пам'ятник полеглим односельчанам та невідомому солдату.

## Транспорт
Село Сичівка має досить вигідне розташування. Воно розташоване на 519 кілометрі автомагістралі Львів-Дніпропетровськ.
Через село проходить залізниця Христинівка-Вапнярка Південно-Східної залізниці. Біля сільського колгоспу розташована залізнична станція «Сичівка». Трохи далі від колгоспу, залізниця перехрещується із вищезгаданою трасою Львів-Дніпропетровськ. Залізничне полотно розділяє Сичівку і хутір, селище Яри, до якого 3 км. Ця залізниця є однією з найстаріших в Україні, була побудована 1889 року ще за часів Російської імперії.

## Сфера обслуговування
На території села діють 9 торгових точок: 4 бари, магазин промислових продуктів, магазин речей для дому та сільського господарства, автомагазин, ресторан та готель, який знаходиться на території колишнього військового поселення. При в'їзді у село у 2008 році було збудовано автогазозаправну станцію. А на виїзді з 2008 році працює ресторан-музей «Українське село», спроектований як невеличка Українська хатина.

Ресторан вночі
Ресторан всередині
Ресторан вдень

3 квітня 2009 року у приміщенні сільської ради був відкритий краєзнавчий музей. Також у приміщенні сільської ради знаходиться ФАП та сільська бібліотека, в якій налічується близько 10 000 книг. У 1972 році у селі була збудована школа на 360 учнів. Нині це навчально-виховний комплекс, де навчається близько 90 учнів. Також в приміщенні школи діє дитсадок з 20 дошкільниками.
У селі також діє великий клуб. У великому залі, розрахованому на 350 місць, проводяться збори та святкові концерти. У малому по вихідних влаштовуються дискотеки.

## Населення
За даними перепису 2001 року населення села становило 965 осіб.

### Мовний склад
Рідна мова населення за даними перепису 2001 року:
| Мова       | Чисельність, осіб | Доля     |
| ---------- | ----------------- | -------- |
| Українська | 946               | 98,03 %  |
| Російська  | 17                | 1,76 %   |
| Інше       | 2                 | 0,21 %   |
| Разом      | 965               | 100,00 % |

## Релігія
Сичівська церква побудована ще 1896 року на місці старої церкви 1770 року. Повністю побудована із дерева, має два купола. У довоєнні роки, коли релігія була заборонена і церква не працювала, у ній зберігали зерно. Потім вирішили засипати на зберігання міндобриво, що могло швидко знищити церкву. Проте, завдяки активній позиції Лемещука Сергію Юхимовичу цього не сталось.
Перша церква в Ім'я Зачаття Предтечі Іоанна була збудована за Л.Похилевичем в 1770 році. Її з унії пересвятили в православ'я і церковна будівля функціонувала до кінця 19 ст. В 1896 р. замість старої побудували нову дерев'яну церкву, за якою збереглась посвята і назва попередньої — Іоанно-Зачатіївська.
Церква відносилась до 5-го класу і її парафія була чималою. В 1819 році на території парафії налічувалось 120 дворів, в яких мешкало 975 мирян (481 чол. і 494 жін.). В 1863 році парафіян нараховувалось 1319 осіб (645 чол. і 674 жін.), в 1894 році парафіян тільки чоловічої статі було вже 974 особи, в 1901 році всіх православних мешканців налічувалось 2 191 особа, а в 1910 році 2 163 особи (1070 чол. і 1167 жін.). Та 21 особа з них сповідувала юдейську релігію, а відтак православними могли бути 2 216 осіб. Серед них 17 осіб належали до духовного стану і 2 199 осіб — до селянського. Як показують наведені цифри, майже за сто років (1819 до 1913 р.р.) чисельність парафії зросла з 975 до 2 216 осіб, тобто більше як у два рази.
Чисельність штатного кліру в різні роки була різною, але в межах традиційного складу причетників сільських церков. Основним джерелом утримання причту, як і в інших церквах, була церковна земля. ЇЇ площа становила 48 десятин 210 сажень в 1894 році, а за даними 1913 року, церковної землі було 49 десятин 1439 сажень. Для річного утримання причту казенних грошей виділялось, наприклад в 1871 році,389 рублів 6 копійок. Причтовий капітал становив 220 рублів і щорічно приносив 4 % так як зберігався в державному банку. «Кружечые доходы» в 1913 році слали 300 рублів. Про добровільні пожертвування парафіян відомостей не маємо. А ось таке джерело фінансування священика, як плата за учителювання, встановити вдалося. За викладання Закону Божого в церковно-парафіяльній школі, священик отримував 30 рублів за рік, а за Законоучительство в земській школі, яку відкрили у Сичівці 10 листопада 1913 року, платня становила 180 рублів на рік.
Про персональний склад притчу Іоанно-Зачатіївської церкви маємо детальніші відомості на другу половину 19 ст. і фрагментні дані про першу половину. Так відомо, що парафіяльним ієреєм на початку 19 ст., служив у Сичівці Іоанн Ковлевський (можливо прізвище неточне, бо написано вкрай нерозбірливо). Він походив із священницької родини, а сам був висвячений до сичівської церкви Митрополитом Ієрофеєм 31 грудня 1789 року. В 1819 році йому виповнилось 50 років, то роком його народження може бути 1769,а тоді виходить що священство він прийняв у 20-річному віці. Паламарем разом з ним, з 22 січня 1819 року, служив священницький син Іоан Базилевич. Це і був весь штатний притч сичівської церкви на кінець другого десятиріччя 19 ст.
13 грудня 1826 року настоятелем сільського храму став 23-річний Кіндрат Стебницький, який був сином священика і прийняв священство в Сичівці. Псаломником з 21 червня 1820 року служив псаломницький син Симеон Качуровський. Наказним сторожем до Іоанно-Зачатіївської церкви Уманське Духовне Правління на основі указу Дикастерії від 12 листопада 1825 року призначило Онуфрія Семинського. Він народився в сім'ї шляхтича, але був священницьким внуком і, напевне, відносився до духовного стану. Двоє синів Семинського — Никодим та Терентій — теж були приписані до сичівської церкви.
Детальніше відомство про сичівське духовенство маємо за 1850 рік. Священиком Іоанно-Зачатіївської церкви тоді служив 26-річний Василій Оверкович Зелінський.
З дружиною Марфою Яківною дітей вони не мали. Дияконську посаду обіймав 63-річний вдівець Василій Микитович Любанський. А псаломником служив 39-річний Іван Каленикович Сокольський, який з дружиною Євдокією Іванівною виховував 7-річну Акилину та 2-річного Арсенія. Штатною ще була просфорня, псаломницька вдова Єфросинія Яківна Качуровська. А окрім штатних кліриків та членів їх сімей, при церкві числилися ще й інші особи духовного стану. Зокрема, це: вдова покійного священика Кіндрата Стебницького із 10-річним сином Петром та 7-річною донькою Анною, безмісний паламар Терентій Онуфрійович Семинський з дружиною,21-річною Марфою Леонтіївною та покійного церковного сторожа дружина,47-річно Анна Андріївна з 14-річною Ульяною та 11-річною Анною. Усіх осіб духовного стану налічувалось в Сичівці 16.
Ревізійний список за 1858 рік показавзбільшення кількості духовних осіб до 24. Штатним так і залишались чотири місця — священика, псаломника, паламаря і просфорні. Та члени сімей попередніх причетників теж були вписані у ревізійний список священно- і церковнослужителів Іоанно-Зачатіївської церкви. Отож, у 1858 році парафію очолював вже вищезгаданий священик — Василій Оверкович Зелінський. Але їх з дружиною сім'я збільшилась чотирма дітьми(6-річна Олександра,5-річна Нимфедора,4-річний Іван та 2-річний Василій). На псаломницькому місці служив диякон Миколай Феодосійович Старжевський(прізвище можливо не зовсім точне). Тоді йому було 37 років і 24-річною дружиною Феклою Федорівною вони мали четверо дітей:7-річного Платона, 3-річного Василія,2-річну Олександру і 1-річного Филимона. Паламарські обов'язки виконував 28-річний Андрій Козицький, а просфорнею служила вдова священика Кіндрата Стеблицького Анна Афанасіївна, що мешкала з сином Петром та Донькою Анною. Сім'я безмісного паламаря Терентія Онуфрійовича Семинського і його дружини Марфи Леонтіївни теж поповнилась трьома дітьми: двома синами та донькою Єфросинією. А ще при церкві числилась сім'я покійного церковного сторожа Онуфрія Семинського, що складалася з вдови Анни Андріївни та доньок Іуліанії та Анни.
До якого року священик Василій Зелінський служив парафіяльним ієреєм у Сичівці точно встановити не вдалося. Здогідно це міг бути 1860 рік, але відомо що його наступником ненадовго став Василій Опоков. Так, за даними на 1 липня 1862 року, у сичівській церковнопарафіяльній школі священик Василій Опоков навчав 22 учні. Але до якого року він служив у Сичівці ще належить з'ясувати.
Зате достеменно відомо, що упродовж 70-80-х років душпастирами сичівських мирян були батько і син Кудрицькі. Священик Василій Кудрицький, котрий після Василія Опокова зайняв місці парафіяльного ієрея, мав трьох синів — Миколая, Вассилія та Луку, які здобували духовну освіту в Київській семінарії, а потім продовжили сімейну традицію. Коли о. Василій Кудрицький зайняв священницьке місце в Сичівці з'ясувати не вдалося, але стало відомо, що 15 листопада 1871 року йому оголошена подяка Митрополита і благословіння Боже. Тобто до 1871 року він встиг привернути увагу єпархіального начальства до своєї парафії і своєї служби. За наступні 5 років служби Синод своїм указом № 1 398 нагородив В.Кудрицького скуфією. Сумлінне виконання священницьких обов'язків та моральні чесноти сприяли зростанню поваги до сичівського ієрея, а його зростаючий авторитет сприяв залученню о. Василія до виконання і церковно-адміністративних обов'язків.6 квітня 1881 року Василія Кудрицького затвердили на посаді помічника благочинного. І з цими обов'язками він, напевне, справлявся задовільно так як до дня Пасхи 1887 року його нагородили камилавкою. Це була остання його нагорода так як 24 грудня 1887 року він помер.
На вільне священицьке місце отримав призначення випускник Київської духовної семінарії Лука Васильович Кудрицький, який 5 квітня 1888 року прийняв священство в Іоанно-Зачатіївській церкві с. Сичівки. Та служив на батьківській парафії він недовго, бо вже 4 лютого 1891 року його перевели в с. Кошани Липовецького повіту, а звідти у Сичівку перевели тамтешнього ієрея. Це був Платон Кисілевич, який прослужив у сичівській церкві до 27 березня 1895 року звільнився за штат.
А 15 травня 1895 року священиком у Сичівці став Анатолій Ольшанський, який до цього служив у с. Шестеринцях Звенигородського повіту. Він походив із дворянського роду, в 1881 році закінчив Київську семінарію і духовну службу розпочав псаломником у Києві. З 29 червня 1884 року він став дияконом. А 5 серпня 1884 року Анатолій Петрович Ольшанський був призначений священиком Свято-Введенської церкви Києво-Подольського духовного училища. Служив він там до 7 квітня 1886 року, а потім був переведений у Звенигородський повіт. До переводу у Сичівку він уже був нагороджений набедреником, а служба на сичівській парафії була відзначена в 1900 році скуфією і в 1909 році камилавкою. З дружиною Ольгою Федорівною, котра була священницькою дочкою, вони виховали 4 синів. За даними 1913 року, старший з них — Миколай,1884 р.н.,закінчив повний курс наук фізико-математичного факультету, Сергій, 1889 р.н., навчався на сільськогосподарських курсах в Києві, Віктор, 1891 р.н., здобував юридичну освіту в Санкт-Петербуржському університеті, а наймолодший син, Михайло, 1893 р.н., навчався в гімназії. Світську освіту синів священик оплачував власними коштами, але його доходи це дозволяли. У 1913 році, наприклад, він отримав 300 рублів казенної платні, 225 рублів становив прибуток від церковної землі, становила частка ієрея від «кружечных доходов», тобто сукупний річний прибуток становив 750 рублів.
Другим штатним членом притчу був псаломник. Цю посаду із 1909 року обіймав Роман Филипович Шевчук. Він походив із селянської сім'ї, освіту здобув у 2-класній учительській школі, яку закінчив у 1902 році. З 1903 року він учителював в с. Попудні Липовецького повіту. Згодом навчався у паломницькому класі при Києво-Михайлівському монастирі. Ставши псаломником, він 22 жовтня 1909 року був направлений в Сичівку. Його дружина Марія Власівна у грудні 1913 року народила йому доньку Лідію, яка була першою дитиною у їх сім'ї.
Просфорнею у 1913 році служила 45-річна вдова псаломника с. Нестерівки Наталія Луківна Лазарєва. Вона залишалась із чотирма ще малолітніми дітьми, двоє з яких (15-річна Домнікія та 11-річна Тетяна) навчалися в Лебединському жіночому училищі, а двоє менших — Анастасія і Євстихій, жили ще з матір'ю, тому їй було представлене штатне місце з казенною платнею 16 рублів, яке перед її призначенням займала Єфросинія Іванівна Глувковська.
Ще до церковного кліру причислявся заштатний псаломник Іона Іоаннович Бердега, якого другого листопада 1909 року звільнили зі штату за віком. В 1913 році йому виповнилося 70 років і він був вдівцем. З шістьох його дітей при батькові жила найменша 25(?)-річна Олена з 6-річним сином Іваном. А старші діти були самостійними. Так, старший син, 42-річний Ємеліан служив священиком, другий,35-річний Михайло теж був священиком в с. Оксаниній, старша із доньок, 38-річна Юлія була одружена з Горським, друга — 31-річна Катерина з Вдовиченком, третя — 29-річна Марія була неодруженою, але мешкала окремо і вчителювала.

## Хутір Чайки
Хутір Чайки належав до Сичівської сільської ради і проіснував до початку 1960-х років. Знаходився за 300 м від талалаївської дороги в полі на березі однойменного озера. Взагалі ця місцина, ще до появи хутора, серед жителів навколишніх сіл, називалася Чайки.
Озеро було немаленьким за площею(близько 1,5 га), і на ньому весь час була велика кількість дикої водоплавної птиці. Особливо облюбували його рідкісні для нашої місцевості чайки. Саме через них і закріпилася дана назва за місцевістю і озером, а згодом і за хутором.
Через варварську політику збільшення площі орних земель, в Сичівці на початку 1990-х років було проведено меліорацію. Землі було осушено, озера знищені і розорені. Катастрофічно впав рівень ґрунтових вод.
Через 15 років вже в середині літа майже всі водойми почали висихати. Практично пересихає і головна водна артерія села, річка Кубліч. У криницях вода стає болотною або взагалі пропадає… Від Чайків залишились невеликі площі очерету посеред поля, який з останніх сил бореться з діяльністю людини.
Зараз потроху почали виправляти старі помилки, позасипали дренажні колодязі в полях. 

## Новітня історія

### Російсько-українська війна
У кінці листопада 2013 року після відмови української влади підписувати угоду про асоціацію з ЄС і заяву про подальшу інтеграцію України в ТС, в Україні почалися масові народні протести.
Жителі села, особливо молодь, брали активну участь у революційних подіях у Києві.
Під час подій на Майдані сичівські чоловіки допомагали в організації і чергуванні на блокпостах по районі, аби не пропустити автобуси з тітушками на Київ.
Після окупації Криму та частини Донбасу 15 жителів Сичівки (станом на 27.05.2015), більшість з яких є добровольцями, пішли на фронт.
Весь час в селі місцевими активістами організовується збір коштів, продуктів харчування, одягу та інших речей першої необхідності для потреб фронту.
На початку травня на територію колишньої військової частини пригнали два автомобілі УРАЛ 4320 та три ЗІЛи 131 з Уманського ДОСААФу, які силами сільських умільців та військових були відреставровані в короткі строки і вже 15 числа були відправлені в зону АТО для допомоги бійцям.
26 квітня за кошти місцевої активістки та краєзнавиці Олени Іванівни Костюк в центрі села було відкрито пам'ятник «Борцям за волю України»: «Тим, хто в боротьбі за волю і кращу долю України не дожив до сьогодні, сплять в знаних і безіменних могилах розкиданих по рідній і чужій землі, Героям Небесної Сотні, і піднебесним сотням які вже загинули на сході. Тим, кого в умовах більшовицької тиранії ми повинні були забути і викреслити з своєї пам'яті і історії, героям, що впали в страшному бою під Крутами присвячується відкриття пам'ятного знаку». З такою промовою звернулася Олена Костюк до присутніх на церемонії відкриття.

## Галерея

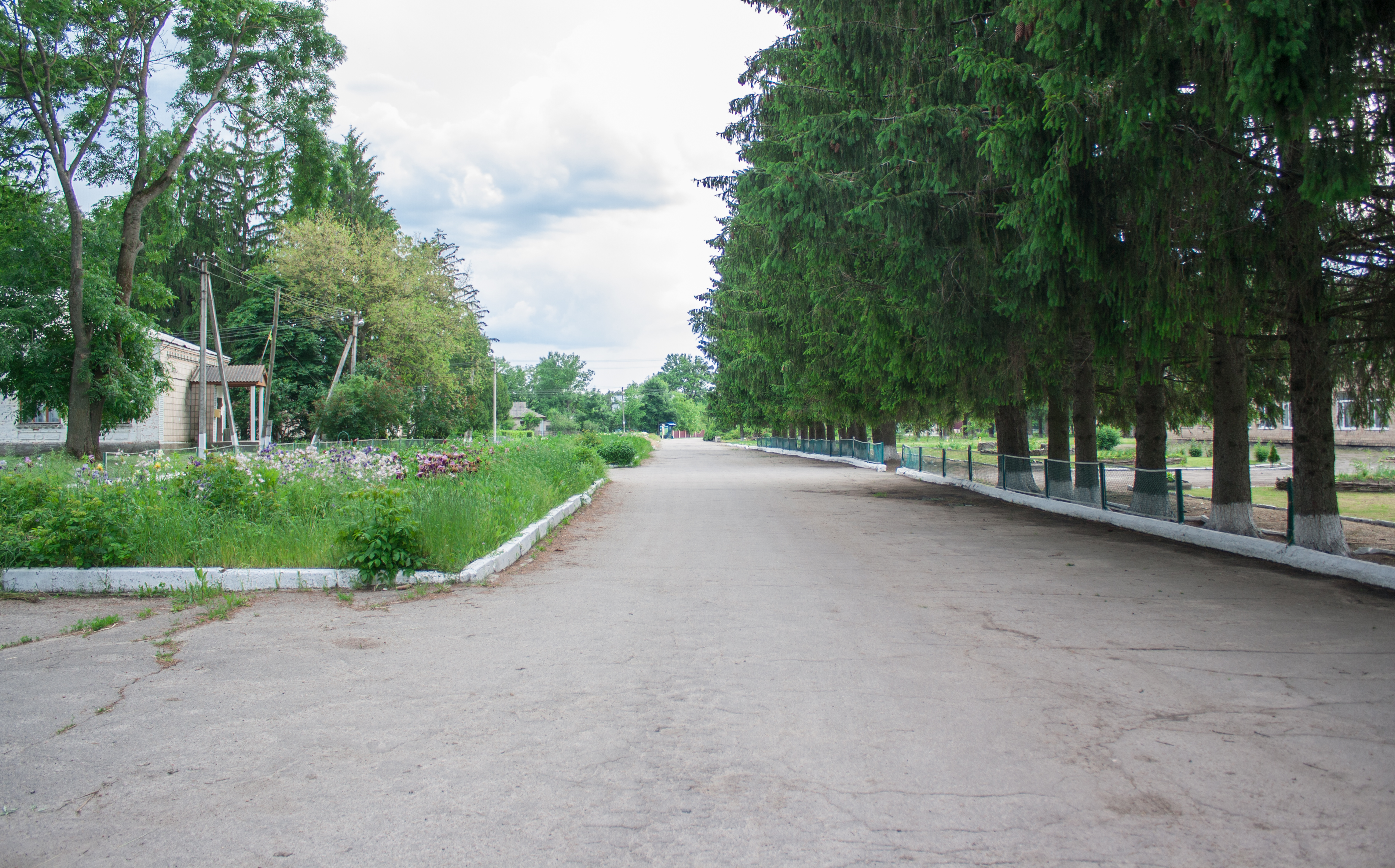
Центр села
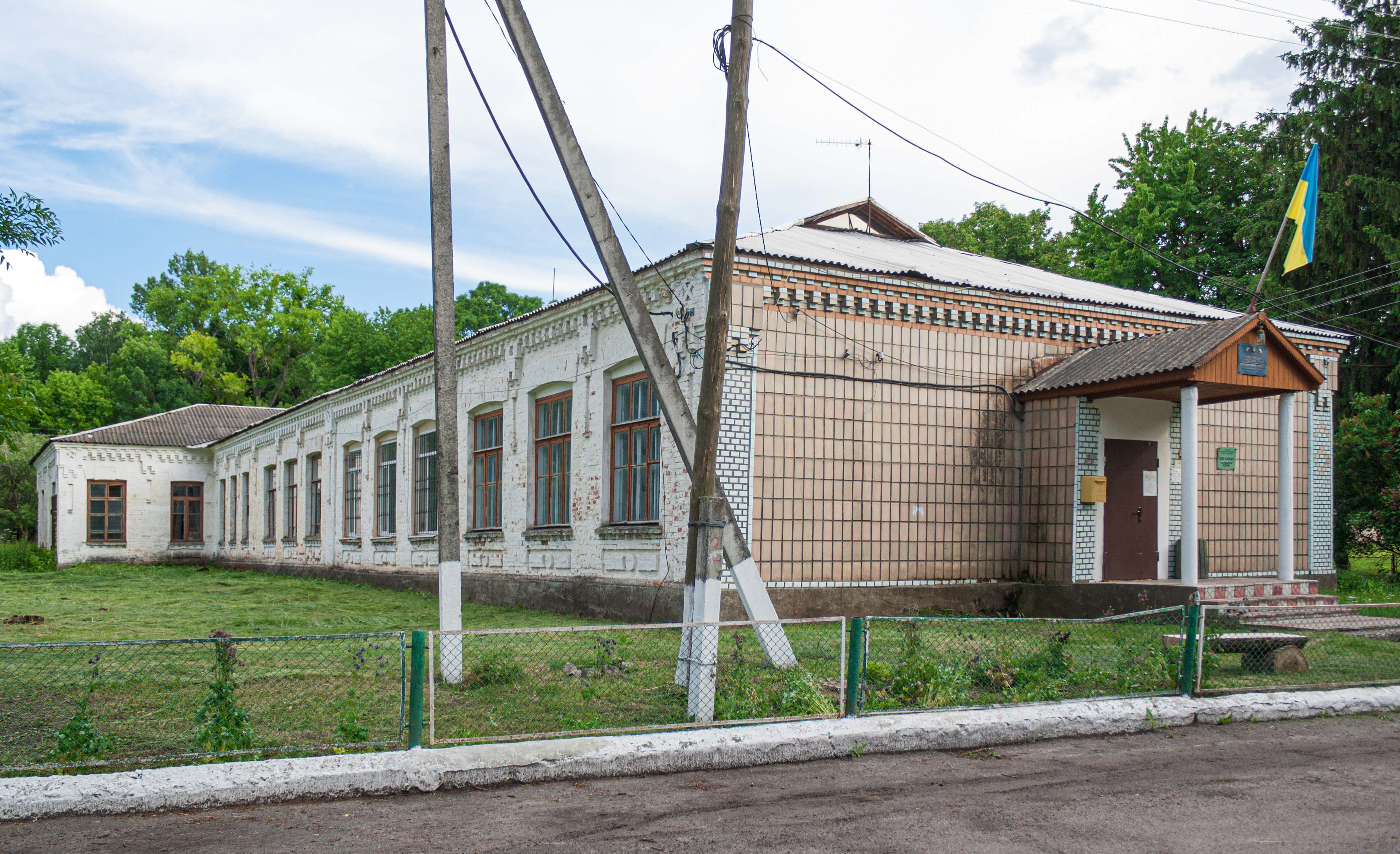
Сільська рада
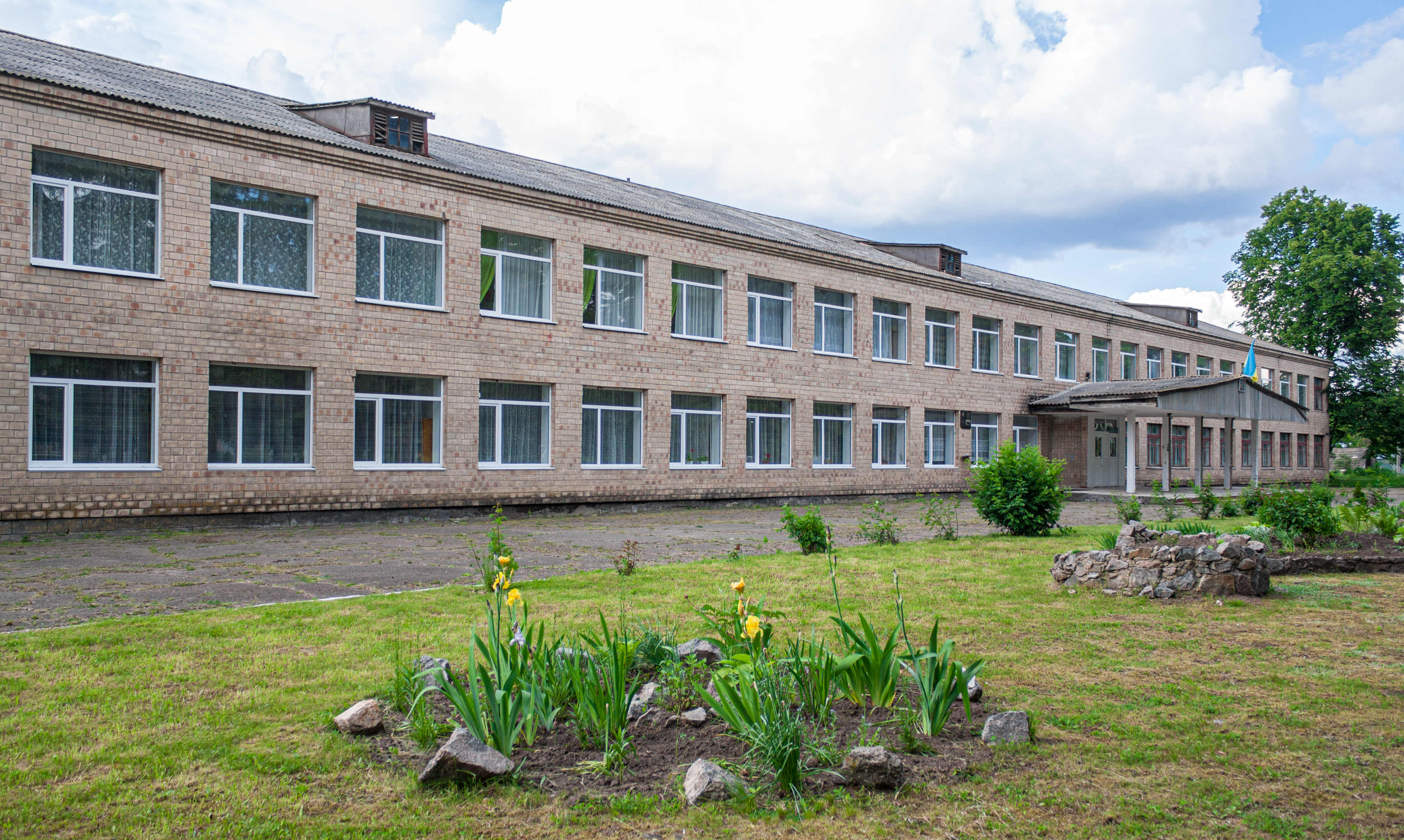
Школа
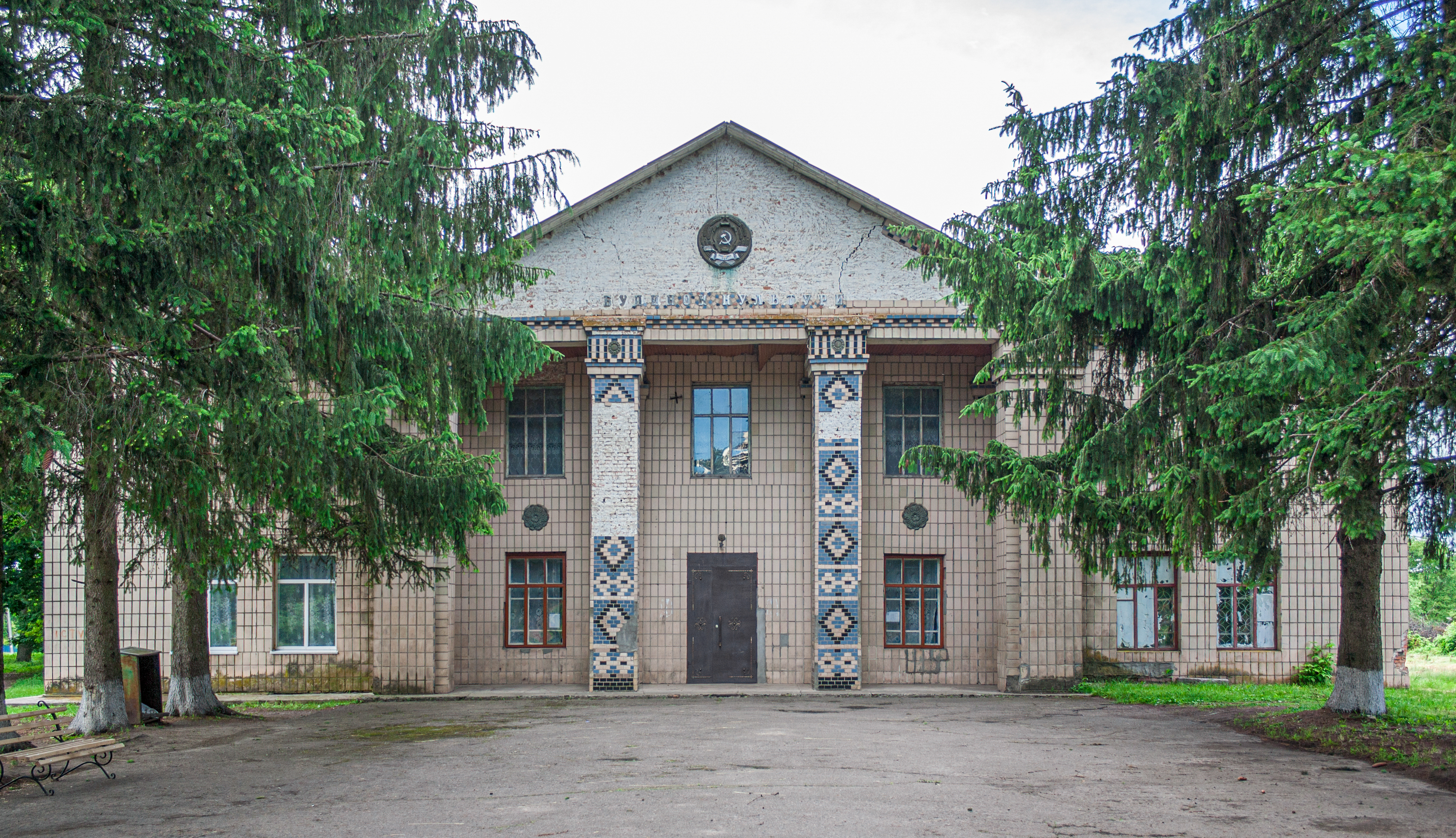
Будинок культури
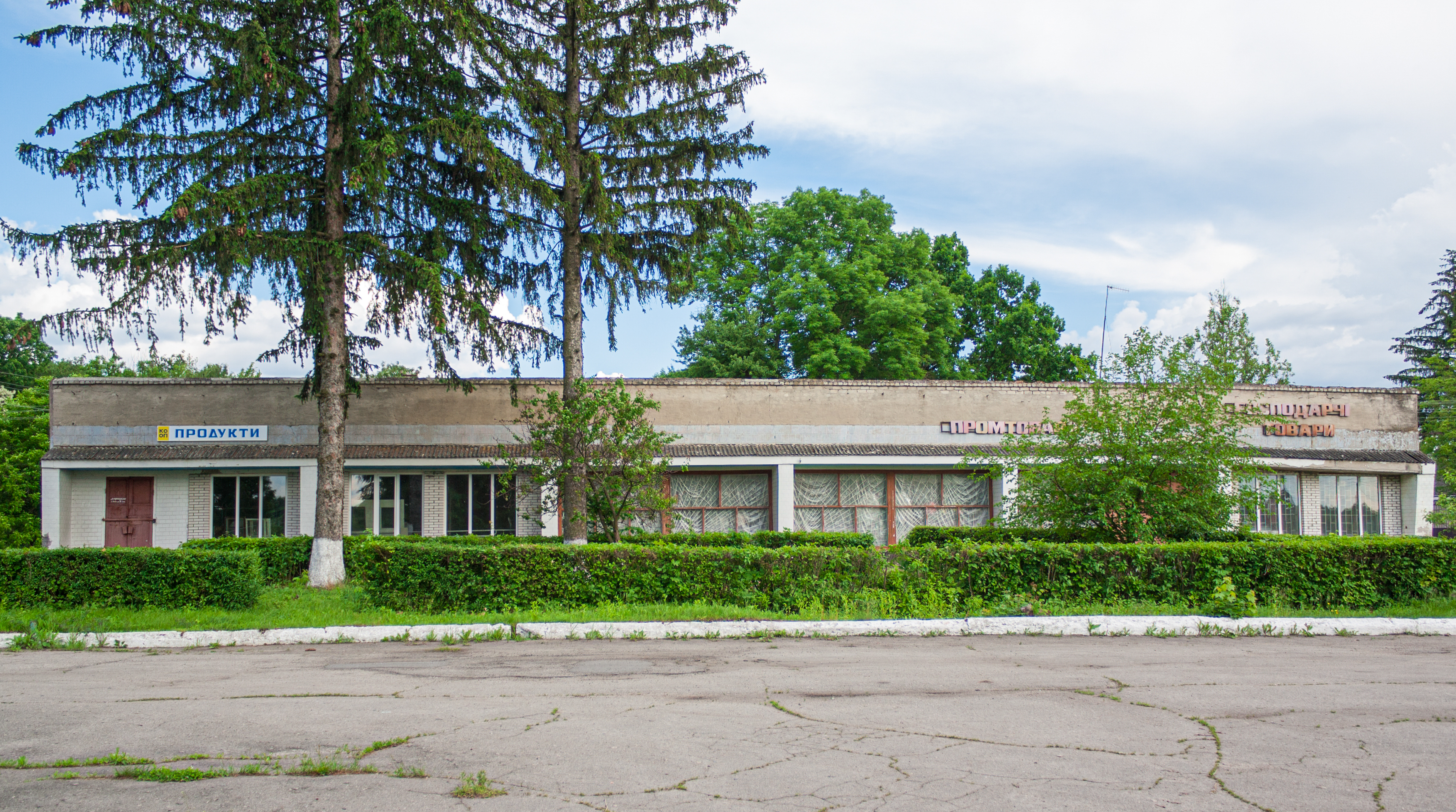
Магазин
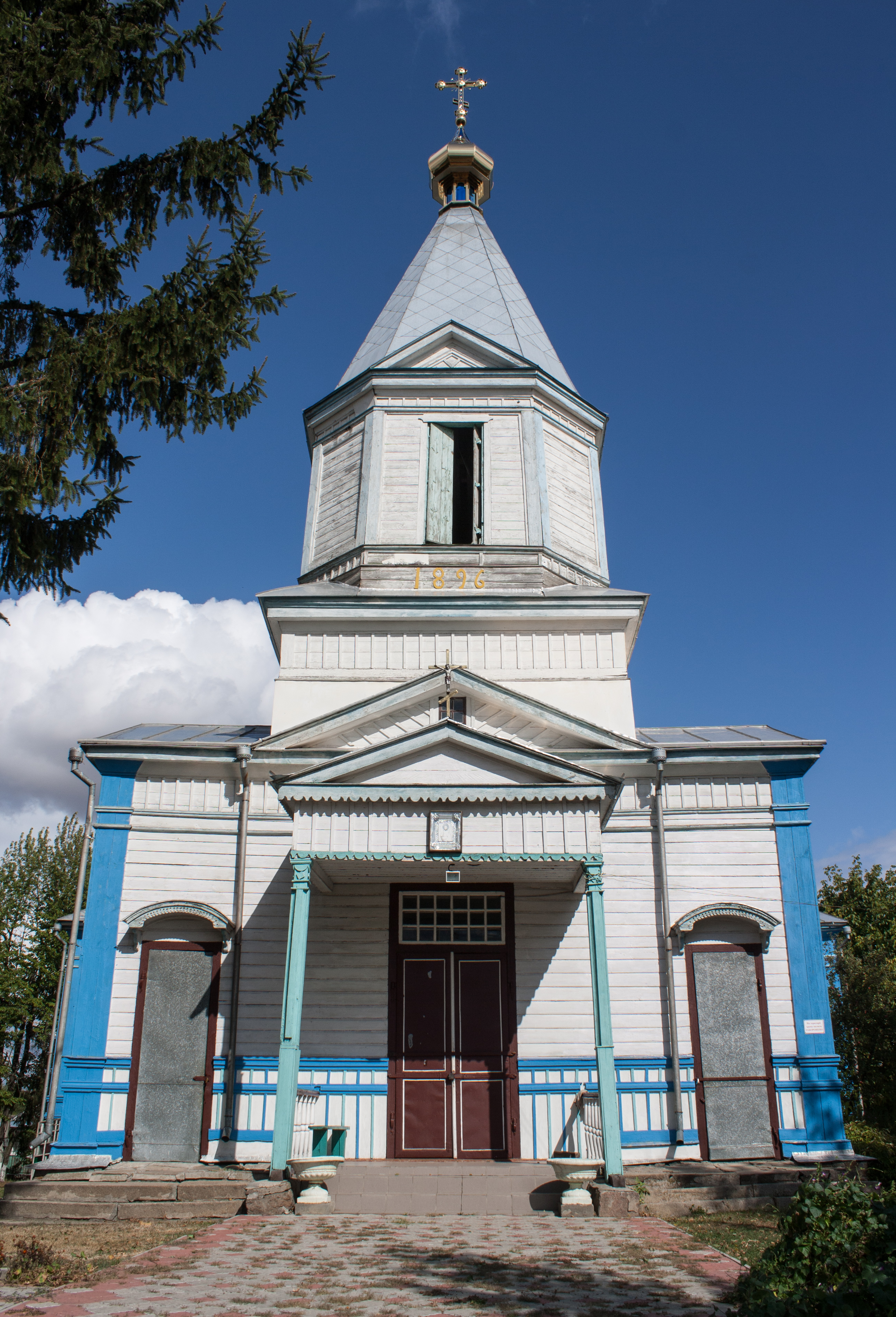
Церква Іоанна Предтечі (1896 р.)
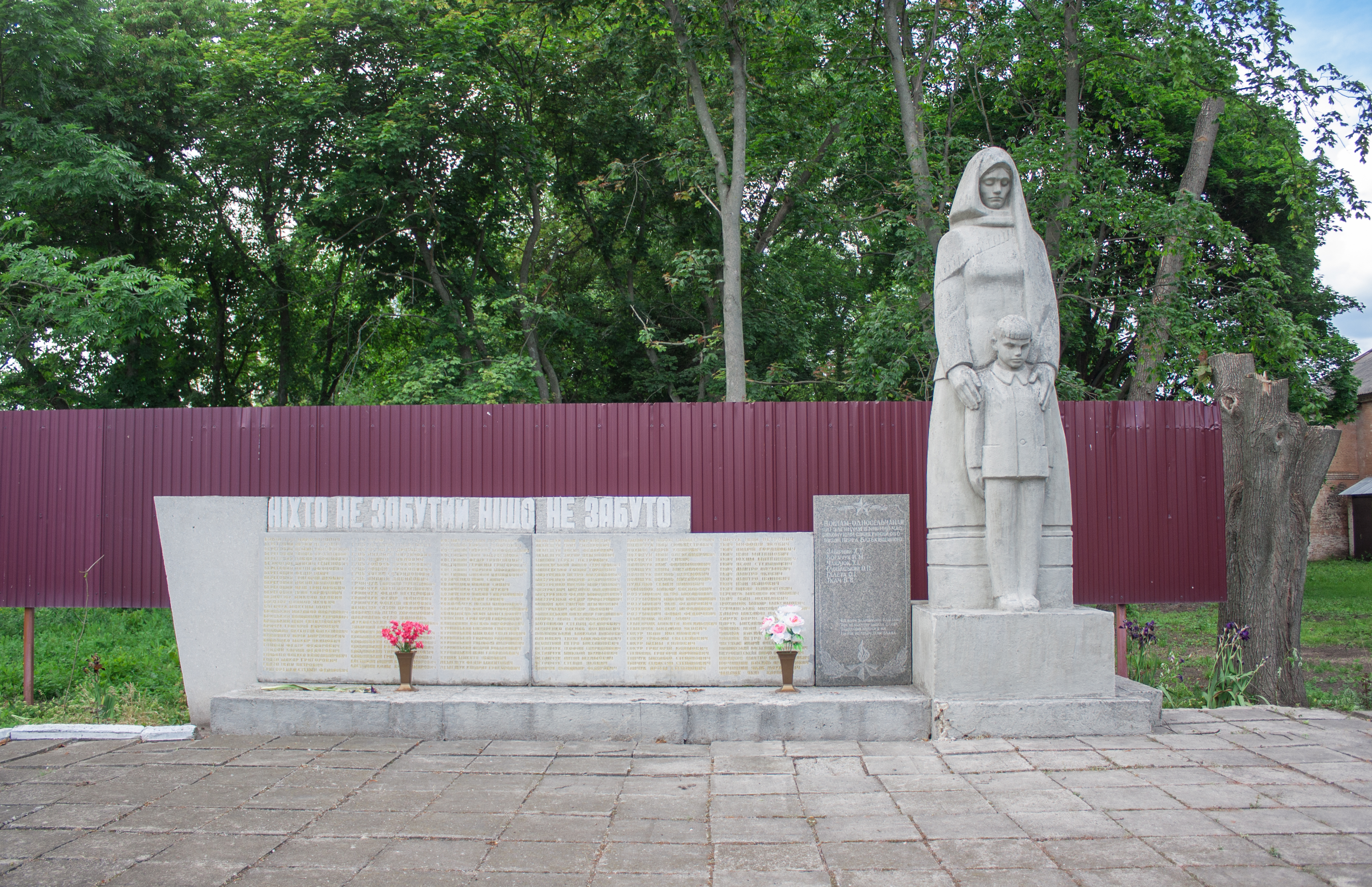
Пам'ятник воїнам-односельцям
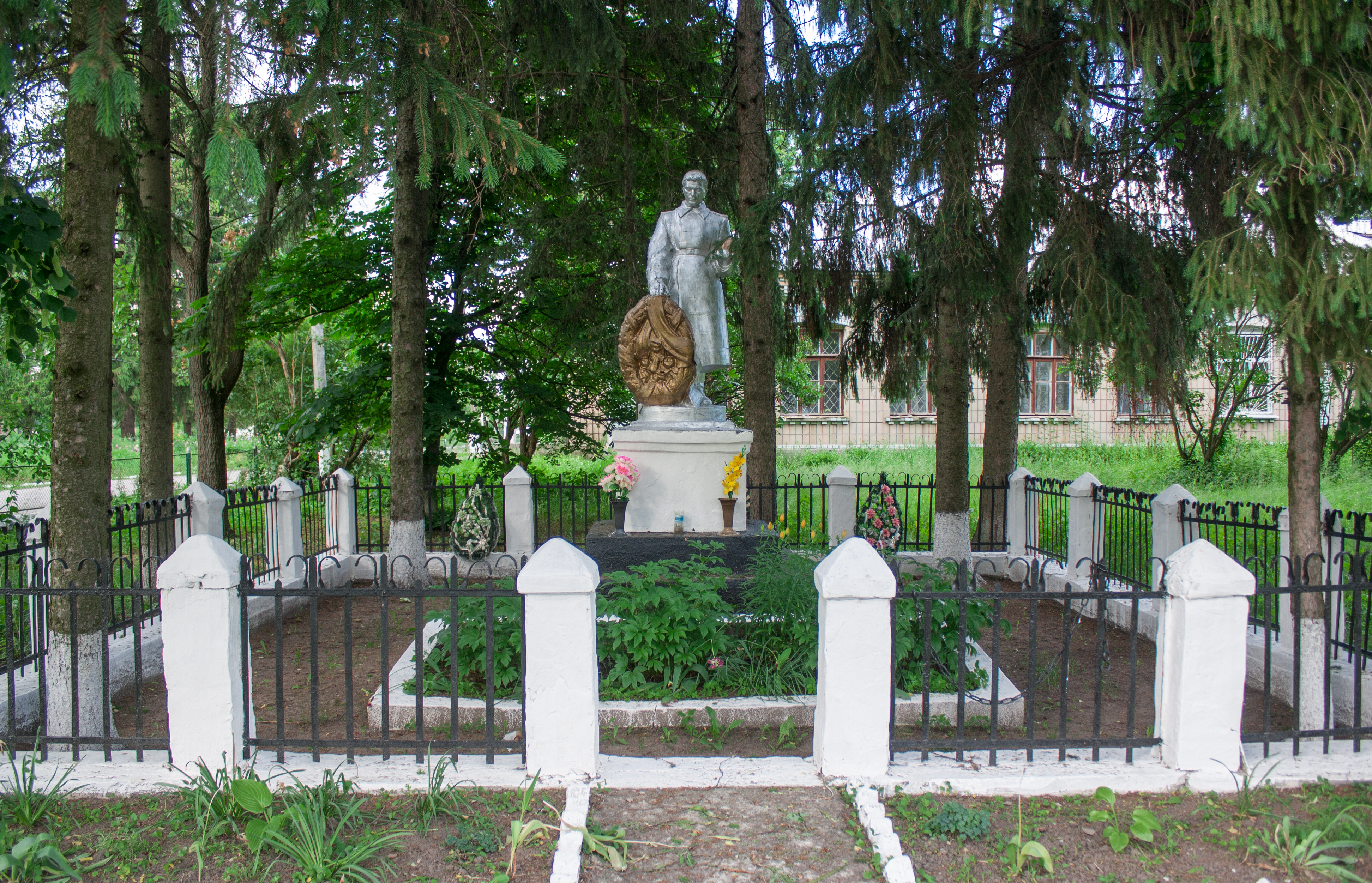
Братська могила радянських воїнів